# Матия Мазарек
Матия Мазарек (на хърватски: Matija Mazarek; на латински: Mattaeus Massarech) е католически духовник от XVIII–XIX век, прелат на Римокатолическата църква.

## Биография

### Произход
Роден е през 1726 година в косовското католическо село Янево в големия род Мазарек. Негов предшественик е Петър Мазарек - архиепископ на римокатолическата Барска архиепархия. В началото на XX век е известен Никола Мазарек - католически проавстрийски свещеник.
Произходът на рода е спорен. Ноел Малкълм смята, че родът е с албански произход, който постепенно се е славянизирал, като за доказателства привежда топоними от албанската област Малесия. Други автори смятат, че името има славянски произход. Лука Майоки смята, че името е от групита на смесените черногорско-албански племенни имена.

### Епископство
Преди 1743 година Йован Николович (Гьон Никола) изпраща Мазарек да учи за свещеник в Италия. На 7 юни 1756 година е ръкоположен за свещеник. На 18 декември 1758 година е назначен за архиепископ на Скопската епархия. Според друг източник в 1750 година вече е архиепископ на Скопие.
Мазарек пише изключително ценни като исторически извор доклади до Римската курия през втората половина на XVIII век. Докладите му включват описания на миграцията на хора от Малесията – днес разделена между Албания и Черна гора, към Косово, което Мазарек назовава Сърбия. В 1792 година Мазарек докладва, че в селата около Дяково са се заселили католици от Албания. Мазарек не е проалбански настроен. В докладите си до Курията пише за жестокия натиск от страна на мюсюлманските албанци и на емигрантите от Малесията. Мазарек подчертава също така високото ниво на раждаемост сред албанците. Сред молитвите му е и Ab albanensibus libera nos Domine (Гоподи, отърви ни от албанците).
Умира на 8 декември 1808 година.